# Торелодонес
Торелодонес (шп. Torrelodones) град је у Шпанији у аутономној заједници Заједница Мадрид. Према процени из 2017. у граду је живело 23 123 становника.

## Становништво
Према процени, у граду је 2017. живело 23 123 становника.
| 2017.  |
| ------ |
| 23.123 |

## Партнерски градови
- Barberino di Mugello